# Plate de Florenville
La Plate de Florenville est une production de pommes de terre traditionnelle, spécifique de la région belge de la Gaume en Wallonie. C'est l'équivalent belge de la Pomme de terre de Breux. Cette production de pommes de terre de la variété 'Rosa', limitée à un terroir de sols sableux et calcaires dans la commune de Florenville et les communes voisines, a été enregistrée par l'UE en qualité d'indication géographique protégée (IGP) dans le Règlement d'exécution (UE) 2015/1311 (JOUE L 203 du 31.VII.2015).   
L' « Association pour l’usage et la défense de la Plate de Florenville IGP et la promotion de son Appellation » (UDPF), a été créée le 29 septembre 2011, pour assurer la promotion et la préservation de cette production.
La « Plate de Florenville » bénéficie du label « Terra Nostra », label de qualité des pommes de terre wallonnes lancé par l'APAQ-W (Agence wallonne pour la promotion d'une agriculture de qualité).